# Rudolf Braun
Rudolf von Braun (28. června 1861 České Budějovice – 15. dubna 1920 Vídeň) byl rakousko-uherský generál. Jako absolvent Technické vojenské akademie získal titul inženýra a poté byl důstojníkem dělostřelectva u řady posádek. Za první světové války byl nejprve pověřen obranou Dalmácie, později byl převelen na východní frontu, kde bojoval až do konce války. V roce 1918 dosáhl druhé nejvyšší vojenské hodnosti polního zbrojmistra a téhož roku byl povýšen do šlechtického stavu. Po zániku monarchie mu byla přiznána hodnost generála ve výslužbě v československé armádě (1920).

## Životopis
Pocházel ze staré řemeslnické rodiny z Plané, narodil se ale v Českých Budějovicích, kde také absolvoval gymnázium. V letech 1879–1882 studoval na Technické vojenské akademii ve Vídni a do armády nastoupil jako poručík u 1. ženijního pluku v Praze. Později získal titul inženýra (1889) a v hodnosti nadporučíka byl přeložen do pevnosti v Přemyšlu. V roce 1895 byl povýšen na kapitána, sloužil v Trebinji a Tridentu, od roku 1898 byl přidělen k velitelství 11. armádního sboru ve Lvově. Poté vystřídal službu v Kotoru a znovu v Trebinji, jako podplukovník (1902) byl tři roky velitelem praporu u 102. pěšího pluku v Praze. V roce 1905 dosáhl hodnosti plukovníka a v letech 1907–1911 byl velitelem 25. pěšího pluku v Lučenci.

### První světová válka
V roce 1911 byl povýšen do hodnosti generálmajora a do začátku první světové války byl velitelem pevnosti v Trebinji. V roce 1914 byl pověřen vedením obrany dalmatského pobřeží a k datu 1. listopadu 1914 získal hodnost polního podmaršála. V listopadu 1915 zformoval armádní skupinu Braun určenou pro dobytí Černé Hory, které proběhlo počátkem roku 1916. Následně převzal velení 47. pěší divize, s níž dále bojoval v Albánii a dostal se až k přístavu Drač. V roce 1917 kvůli onemocnění pobýval několik měsíců mimo aktivní službu, na podzim 1917 byl převelen na východní frontu, kde převzal velení 12. armádního sboru. V průběhu roku 1918 okupoval Ukrajinu a k datu 1. února 1918 byl povýšen do hodnosti polního zbrojmistra. V roce 1918 byl také povýšen do šlechtického stavu (Edler von Braun). Se svými jednotkami obsadil Oděsu a pronikl až k ústí Donu. 
V závěru první světové války stáhnul své jednotky z Ukrajiny a usadil se ve Vídni. K datu 1. ledna 1919 byl v armádě penzionován, ale jako rodák z Čech požádal o zařazení do nově vzniklé československé armády. K datu 1. února 1920 obdržel čestnou hodnost generála III. třídy ve výslužbě s nárokem na penzi. Zemřel již o tři měsíce později ve Vídni  a byl pohřben do rodinné hrobky na nově otevřeném městském hřbitově v Plané.

## Řády a vyznamenání
Během vojenské kariéry obdržel řadu ocenění v Rakousku-Uhersku, za první světové války i v zahraničí.

### Rakousko-Uhersko
- Jubilejní pamětní medaile (1898)
- Vojenská záslužná medaile (1898)
- Vojenský jubilejní kříž (1908)
- Řád železné koruny III. třídy (1909)
- Mobilizační kříž (1913)
- Vojenský záslužný kříž III. třídy (1913)
- rytířský kříž Leopoldova řádu s válečnou dekorací (1914)
- Vojenský záslužný kříž  II. třídy  s válečnou dekorací (1916)
- Řád železné koruny II. třídy s válečnou dekorací (1917)
- Řád železné koruny I. třídy s válečnou dekorací (1918)

### Zahraničí
- papežský řád Pro Ecclesia et Pontifice (Papežský stát, 1915)
- Železný kříž II. třídy (Německo, 1918)
- velkokříž Albrechtova řádu (Sasko, 1918)
- Železný kříž I. třídy (Německo, 1918)